# Герб Вильнюсского уезда
Герб Вильнюсского уезда (лит. Vilniaus apskrities herbas) — символ Вильнюсского уезда Литовской республики. Утверждён Указом  президента Литвы за № 725 от 20 декабря 1999 года.

## Описание
В червлёном поле на чёрном коне серебряный всадник в латах, держащий в правой руке серебряное копьё с золотым наконечником, у левого плеча лазурный щиток с золотым двойным крестом. Сбруя коня, седло, короткая попона и кожаные ремни лазурные. Стремена, шпоры, край попоны, подковы и металлические крепления сбруи —  золотые. В лазурной кайме 10 золотых литовских двойных крестов.

## История
Лазоревая кайма с десятью ягеллонскими крестами — общий элемент для уездных гербов Литвы. Ягеллонский крест символизирует Литву, число 10 указывает количество уездов, золото в лазоревом поле — традиционные цвета ягеллонского креста.
Литовский геральдист Эдмундас Римша выводит герб уезда от герба Виленского княжества.
Ещё Гедимин пользовался печатью с изображением конного рыцаря и копья. Всадник с копьём встречается на печатях Лугвения Ольгердовича (1379), Скиргайло Ольгердовича (1380-е), Корибута Ольгердовича (1385). Изображение Погони с копьём встречается на печатях Витовта 1398 и 1404 годов.

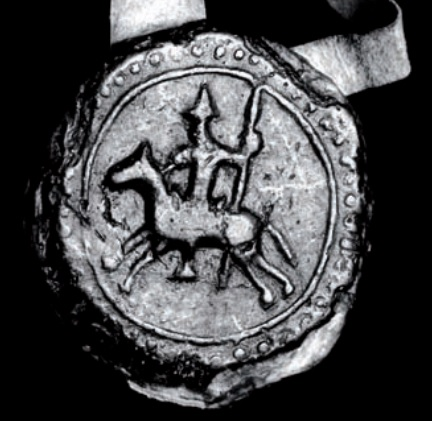
Печать Лугвения Ольгердовича, 1379
Печать Корибута Ольгердовича, 1385
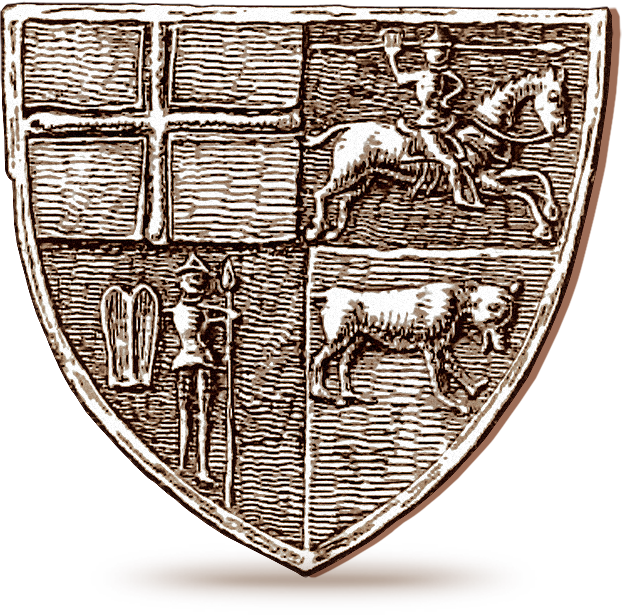
Герб с печати Витовтa, 1404 г.
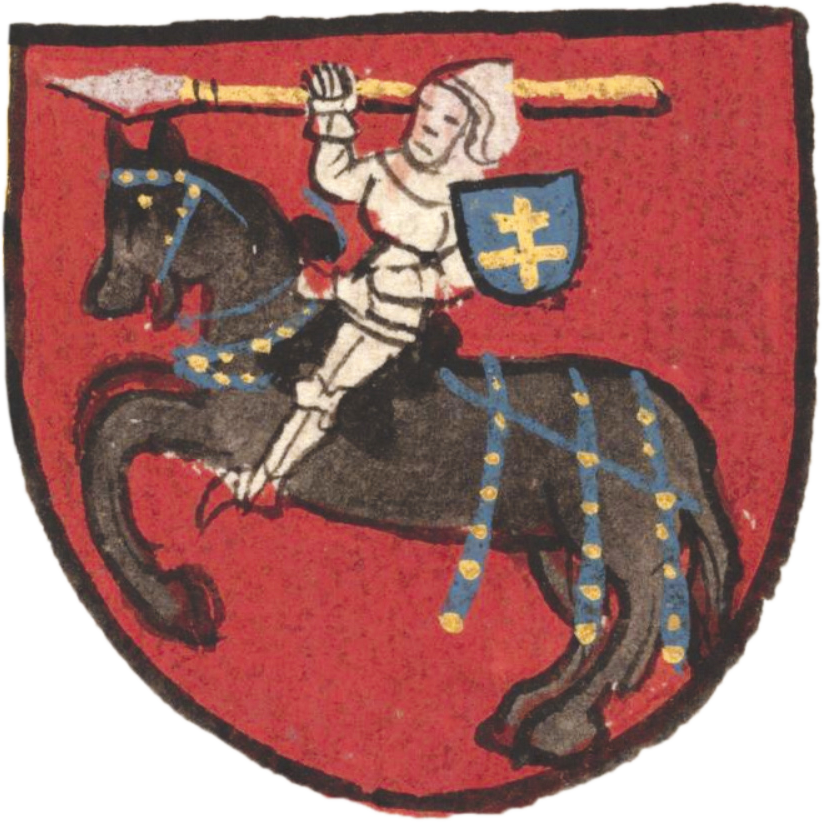
Погоня с копьём из гербовника Armorial Lyncenich, 1430-е гг.
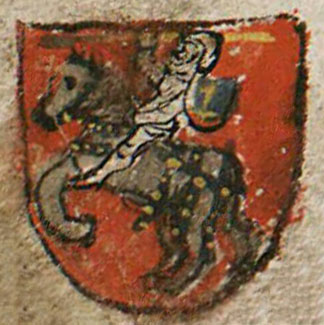
«Погоня» с копьём из гербовника «Кодекс Бергшамара», около 1435 г.